# 해저 지진

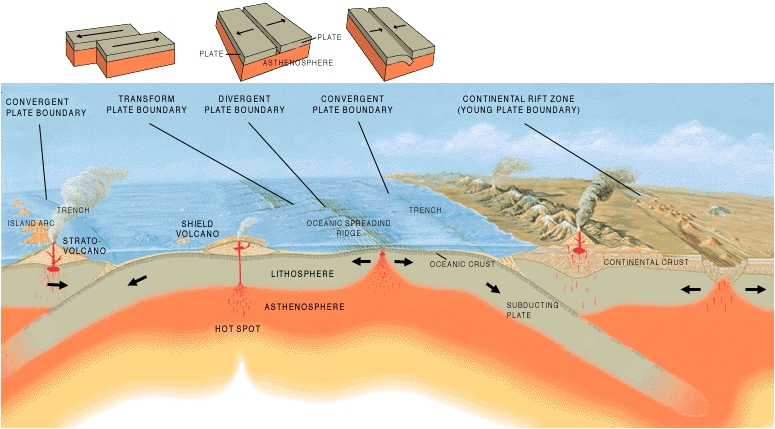
다양한 해저 섭입대 종류를 묘사한 그림.

해저 지진(Submarine earthquake)은 지진의 진원이 수역 해저, 특히 바다 해저에 있는 지진을 의미한다. 이 지진은 쓰나미가 일어나는 주요한 원인이 된다. 지진의 규모는 모멘트 규모를 이용해 측정하고, 진도는 수정 메르칼리 진도 계급을 이용하여 측정할 수 있다.
해저지진은 대륙판의 지진과 마찬가지로 지진 자체보다는 2차 피해의 규모가 더 크다. 특히 해저에서 일어난 급격한 지질 변형으로 쓰나미가 발생해 큰 재산 피해와 인명 피해를 입을 수 있다. 또한, 해저 케이블도 큰 손상을 입을 수 있다.해저에서 발생한 지진이 지진해일을 일으킬 때, 지진해일의 높이가 H(m)이면 지진해일의 규모(M)은 다음과 같다.
M=log8H

## 같이 보기
- 캐스케이디아 섭입대
- 지질학
- 변성 작용
- 판 구조론
- 퇴적 분지
- 삼중합점